# جيروم براون
جيروم براون (بالإنجليزية: Jerome Brown)‏ هو لاعب كرة قدم أمريكية أمريكي، ولد في 27 نوفمبر 1965.

## وصلات خارجية
- جيروم براون على موقع JustSportsStats.com (الإنجليزية)